# Bitch Please
Bitch Please – singel amerykańskiego rapera Snoop Dogga. Utwór pochodzi z albumu pt. No Limit Top Dogg. Gościnnie występują Xzibit i Nate Dogg. Do singla powstał teledysk. Reżyserem został Dr. Dre i Philip Atwell. Kontynuacja utworu pt. "Bitch Please II" ukazała się na albumie Eminema – The Marshall Mathers LP.

## Notowania
| Notowanie (1999)          | Najwyższa pozycja |
| ------------------------- | ----------------- |
| Swiss Top 100             | 48                |
| Tokio Hot 100             | 42                |
| U.S Billboard Hot 100     | 77                |
| U.S Hot R&B/Hip-Hop Songs | 26                |